# Grant-Valkaria
Grant-Valkaria – miasto w Stanach Zjednoczonych, w stanie Floryda, w hrabstwie Brevard.